# Mỏ Jagersfontein

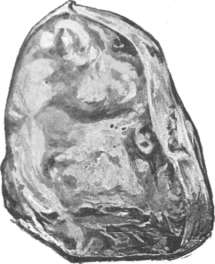
Excelsior nặng 972 carat, là viên kim cương lớn nhất được tìm thấy tại Mỏ Jagerfontein.

Mỏ Jagersfontein /ˌjeɪɡərzˈfɒnteɪn/ là một mỏ lộ thiên bị bỏ hoang nằm gần thị trấn Jagersfontein và khoảng 110 kilômét (68 dặm) về phía tây nam của Bloemfontein ở nước Cộng hòa Nam Phi. Kể từ khi nó được khai thác vào năm 1870, hai trong số mười viên kim cương lớn nhất từng được phát hiện tại đây, Excelsior và Reitz (bây giờ được gọi là Jubilee), được khai thác từ mỏ Jagerfontein. Từ "Jagers" đã được đặt ra để biểu thị sắc thái mờ nhạt đặc biệt của đá quý từ mỏ này. Trong địa chất học, Jagerfontein được biết đến như ống kimberlite, và là vị trí đắc địa cho thể tù mantle, một số trong đó được cho là đến từ độ sâu 300–500 km (190–310 mi).
Khoảng 9,6 triệu carat (1.900 kg) kim cương chất lượng ngọc được khai thác trong thế kỷ hoạt động của mỏ, chỉ bị gián đoạn bởi hai cuộc Thế chiến và Đại khủng hoảng. Sau ba mươi chín năm khai thác lộ lộ thiên, những người thợ mỏ ở đã chuyển sang khai thác ngầm vào khoảng năm 1909, và tiếp tục cho đến khi nó đóng cửa vào ngày 28 tháng 5 năm 1971; chưa đầy một năm sau một trăm năm phát hiện kim cương đầu tiên trong khu vực. Kể từ đó, Bảo tàng Open Mine và Làng Khai thác Jager đã mở cửa như những điểm thu hút khách du lịch tại địa điểm này.
Nghiên cứu của nhà sử học Steve Lunderstedt vào năm 2005 đã xác nhận rằng mỏ Jagersfontein là hố khai thác đào thủ công lớn nhất thế giới với diện tích bề mặt là 19,65 hécta (48,6 mẫu Anh), lớn hơn một chút so với The Big Hole 17 ha (42 mẫu Anh) ở Kimberley. Tuy nhiên, đây có lẽ không phải là hố khai thác sâu nhất được đào thủ công vì độ sâu lớn nhất của Big Hole đạt tới 720 ft (220 m) trở lên, còn Jagerfontein chỉ được đào đến độ sâu 660 ft (200 m) vào năm 1911.
Hiện tại, khu vực mỏ đã đóng cửa cho công chúng.

## Bạo loạn tại Jagerfontein
Một số cuộc tấn công hoặc 'bạo loạn' của thợ mỏ xảy ra trong khoảng thời gian từ 1913 đến 1914 tại các mỏ Koffiefontein, Klipdam, Randfontein, Kimberley, mỏ Premier và mỏ Jagerfontein. Những cái chết do vụ xả súng ở các mỏ Premier và cũng như các mỏ Jagerfontein đã dẫn đến sự công khai cao hơn so với các cuộc tấn công của các thợ mỏ khác xảy ra trong thời gian đó.
Phần lớn những người khai thác làm việc tại các mỏ này là những người Basicia sống ở Basotholand. Trong thời gian làm việc trong hầm mỏ, họ sống trong các nhà trọ có luật lệ nghiêm khắc đối với người da đen, trong đó bao gồm sự cần thiết phải sở hữu một cuốn sổ tiết kiệm.
Các vấn đề ảnh hưởng đến người dân Soto và các cuộc bạo loạn bao gồm: Cuộc đại suy thoái, hạn hán ở Nam Phi đặc biệt nghiêm trọng đối với Basotholand cũng như yêu cầu đầu tiên rằng các lãnh thổ của Anh phải được trao cho Liên hiệp Nam Phi. Điều đau khổ nhất của những vấn đề này là hạn hán vì nó cùng với sự suy thoái kinh tế, gây áp lực lớn đối với người lao động nhập cư để trả lại tiền cho Basotholand.
Tỷ lệ phụ nữ so với nam giới ở Jagerfontein là 16: 1, điều này là bất thường đối với thị trấn Free State và do đó, tỷ lệ phụ nữ tham gia các cuộc biểu tình ở Jagerfontein cao hơn so với những người khác cùng thời. Tuy nhiên, các nhà chức trách ở Jagerfontein đã hành động quyết liệt đối với những người phụ nữ tham gia vào các cuộc đình công, bao gồm một sự kiện vào tháng 3 năm 1913, nơi các quan chức cảnh sát niêm phong vị trí bantu, lục soát từng ngôi nhà. Khoảng 61 người phụ nữ đã bị bắt, trong đó gần 50% là người da màu.
Nhiều người dân Basicia đã trốn trở về Basotholand để lánh nạn sau vụ xả súng và sự tàn bạo trong cuộc bạo loạn.
Năm 1914, các cuộc bạo loạn khai thác đã dẫn đến cái chết của 11 người dân Basicia.